# Ангвиссола, Лючия

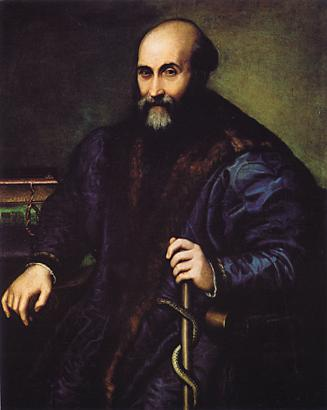
«Портрет кремонского врача Пьетро Мариа»

Лючия Ангвиссо́ла (Ангуиссо́ла) (итал. Lucia Anguissola [anɡwisˈsɔla]; ок. 1540 — ок. 1565/68) — итальянская художница Позднего Возрождения.

## Биография
Родилась в городе Кремона в одном из знатнейших семейств города. Была третьей из пяти сестёр, причём все пять были художницами. Лючия прожила недолгую жизнь, но в мастерстве не уступала своей знаменитой сестре Софонисбе, давшей ей первые уроки живописи. Жанром, в котором Лючия особенно преуспела, был портрет.
Существует лишь два портрета, которые со всей определённостью приписывают её кисти, — это портрет её сестры Европы, хранящийся в Пинакотеке Бреши, и «Портрет кремонского врача Пьетро Мариа» (1560) из коллекции Прадо. Единственная другая подписанная работа Люсии — половинный автопортрет (ок. 1557).
Художница умерла в Кремоне в возрасте 25 лет. Вазари, посетивший дом сестёр Ангуишола после смерти Лючии, дал её работам очень высокую оценку, упомянув среди поразивших его работ портрет «синьора Пьетро Мариа», и особенно портрет
«герцога ди Сесса, изображённого талантливой девушкой настолько хорошо, что, как кажется, лучшего и не сделать, и не написать портрета, который так живо передавал бы сходство».

## Основные работы
- Портрет Минервы Ангуишола. 1552 - 1566; Милан, Музей Польди-Пеццоли
- Портрет Матери (Бьянка Пунцони Ангуишола). 1566; Рим, Галерея Боргезе
- Портрет Девушки. 1560-е; Дижон, Музей Маньен
- Автопортрет. 1557; частное собрание
- Портрет Европы Ангуишола. 1556 - 1558; Брешиа, Пинакотека Тосио Мартиненго
- Портрет кремонского врача Пьетро Мариа. 1566; Мадрид, Прадо

## Интересные факты
- Лючия запечатлена на картине своей старшей сестры Софонисбы Ангвиссолы «Портрет сестёр художницы, играющих в шахматы», созданной в 1555 году.